# Kommando Cyber
Das Kommando Cyber (Kdo Cyber) ist eine der fünf Säulen der Schweizer Armee. Es soll den Wissens- und Entscheidvorsprung sicherstellen und durch gezielte Aktionen im Cyber- und im elektromagnetischen Raum Einfluss auf Einsätze der Schweizer Armee nehmen können. 
Das Kdo Cyber ist seit dem 1. Januar 2024 operativ und löste die Führungsunterstützungsbasis (FUB) der Schweizer Armee ab. Es beschäftigt rund 700 zivile Angestellte und beinhaltet eine Brigade mit über 12'000 Soldaten und Kader. Zivile Leistungen im Bereich der Informations- und Kommunikationstechnologie (IKT) der ehemaligen FUB wurden an das Bundesamt für Informatik und Telekommunikation übertragen, während sich das Kommando Cyber auf die einsatzkritische IKT für die Armee und ihrer Partner fokussiert.

## Kommandanten
| Funktionsjahre | Rang | Name         | Bemerkung                                                                             |
| -------------- | ---- | ------------ | ------------------------------------------------------------------------------------- |
| 2021 -         | Div  | Simon Müller | ehemals Kdt des Projekt Cyber, seit 2024 Kdt Kdo Cyber und Beförderung zum Divisionär |